# Eurypegasus draconis
Eurypegasus draconis е вид лъчеперка от семейство Pegasidae.

## Разпространение
Видът е разпространен в Австралия (Западна Австралия, Куинсланд, Лорд Хау и Нов Южен Уелс), Вануату, Виетнам, Египет, Израел, Индия, Индонезия, Китай, Мавриций, Мадагаскар, Малдиви, Маршалови острови, Микронезия, Мозамбик, Нова Каледония, Папуа Нова Гвинея, Реюнион, Сомалия, Судан, Танзания, Фиджи, Филипини, Френска Полинезия, Южна Африка и Япония.